# Maurice Ntossui Allogo
Maurice Ntossui Allogo, né le 11 février 1974 à Bitam (Gabon), est un militaire et homme politique gabonais.
Il est depuis le 9 septembre 2023 ministre des Eaux et Forêts dans le gouvernement de transition. Il est maintenu à ce poste au sein du gouvernement de la 5è République. Il est également Directeur du cabinet militaire du président de la transition, Brice Oligui Nguema.

## Biographie
Maurice Ntossui Allogo embrasse une carrière militaire dès 1996 et rejoint l'école spéciale militaire de Saint-Cyr (France). Il en ressort diplômé en 1999, après quoi il décide de s'engager au sein de l'armée de terre gabonaise dans l'unité des parachutistes.
Il entre ensuite à l'école d'État-Major de Libreville où il fait ses classes et obtient le diplôme d'Enseignement militaire supérieur du premier degré.
En 2015, il rejoint le United States Army War College où il est le premier élève officier gabonais. Il continue son cursus académique à la Defense Resources Management Institute pour compléter sa formation.
Il sert aussi à plusieurs reprises lors de missions de maintien de la paix en Centrafrique (FOMUC, FOMAC-MICOPAX et MINUSCA).
Le 2 avril 2020, le lieutenant-colonel est promu au poste de Directeur général adjoint chargé des opérations à l'État-Major Général des Forces Armées. Deux ans plus tard, le 8 avril 2022, il succède au Colonel Bruno Eyi Ngui en tant que Chef d’État-Major adjoint de l’Armée de Terre chargé des Opérations.
Après la prise de pouvoir des militaires lors du coup d’État d'août 2023, il est nommé ministre des Eaux et Forêts chargé de la préservation de l’environnement; du climat et du conflit homme-faune le 9 septembre 2023,. Après le remaniement du 17 janvier 2024, son ministère est scindé et les portefeuilles de l'environnement, du climat et du conflit homme-faune sont transférés à Arcadie Sveltana Nzoma. À la suite du remaniement du 15 janvier 2025, il est reconduit à son poste et récupère le portefeuille du conflit homme-faune.
Membre du CTRI, il est aussi le directeur de cabinet militaire d'Oligui Nguema,.
Le 5 mai 2025, il est reconduit comme ministre des Eaux et Forêts, chargé du Conflit homme-faune.